# The Guest
The Guest (bra: O Hóspede) é um filme de suspense estadunidense de 2014 dirigido por Adam Wingard e escrito por Simon Barrett. É estrelado por Dan Stevens e Maika Monroe, ao lado de Leland Orser, Sheila Kelley, Brendan Meyer e Lance Reddick. 
As filmagens aconteceram no Novo México durante o verão de 2013. O músico Steve Moore trabalhou na trilha sonora do filme, que teve sua estreia mundial no Festival de Cinema de Sundance em 17 de janeiro de 2014. Foi lançado nos cinemas do Reino Unido em 5 de setembro de 2014 e nos Estados Unidos em 17 de setembro. Apesar do fracasso de bilheteria, The Guest foi elogiado pela crítica, em particular pela atuação de Dan Stevens.

## Elenco
- Dan Stevens como David Collins
- Maika Monroe como Anna Peterson
- Brendan Meyer como Luke Peterson
- Sheila Kelley como Laura Peterson
- Lance Reddick como Major Richard Carver
- Leland Orser como Spencer Peterson
- Tabatha Shaun como Kristen
- Chase Williamson como Zeke Hastings
- Ethan Embry como Higgins
- Joel David Moore como Craig
- Steven John Brown como Mike
- Brenden Wedner como Ian
- Alex Knight como Mr. Lyles
- Frank Bond como Mr. Alston
- Jesse Luken como Drew
- Kelsey Montoya como Jason
- Justin Yu como Blair
- A. J. Bowen como Austin
- Chris Ellis como Hendricks
- Candice K. Patton como Sgt. Halway
- Chris Harding como Caleb Peterson

## Recepção
O Rotten Tomatoes dá ao filme uma classificação de aprovação de 91% com base em 114 resenhas com uma classificação média de 7,5/10. O consenso do site afirma: "Ostentando inteligência suficiente para reforçar suas emoções sombrias e violentas, The Guest oferece outro deleite para os fãs do gênero, do diretor Adam Wingard". No Metacritic, o filme tem uma classificação de 76/100 com base em 29 avaliações, indicando "críticas geralmente favoráveis".  